# Stodivisionen
Stodivisionen är en travserie i Sverige som kördes första gången 2018. Loppen är öppna för ston som tjänat högst 360 000 kronor. Loppen går av stapeln i samband med V75-spelet varje lördag vid olika travbanor runt om i landet. Loppet körs över 2 140 meter med voltstart, och har 100 000 kronor i förstapris. 
Divisionen körs som regel inte inom ramen för V75, men kan lyftas in ifall något av de ordinarie V75-loppen har visat sig få en lite svagare startlista.